# Dinocerata
dinocérates
Ordre
Les Dinocerata, ou dinocérates, (du grec ancien δεινός / deinós « terrible » et κέρας / kéras « corne ») aussi appelés uintathères ou amblypodes, sont un ordre fossile de mammifères herbivores ongulés massifs du Paléocène supérieur à l'Eocène moyen. Ces animaux ont été retrouvés en Asie et en Amérique du nord. Certains de leurs membres sont caractérisés par des ornementations crâniennes spectaculaires et des canines allongées, comme chez Eobasileus et Uintatherium.

## Anatomie et écologie

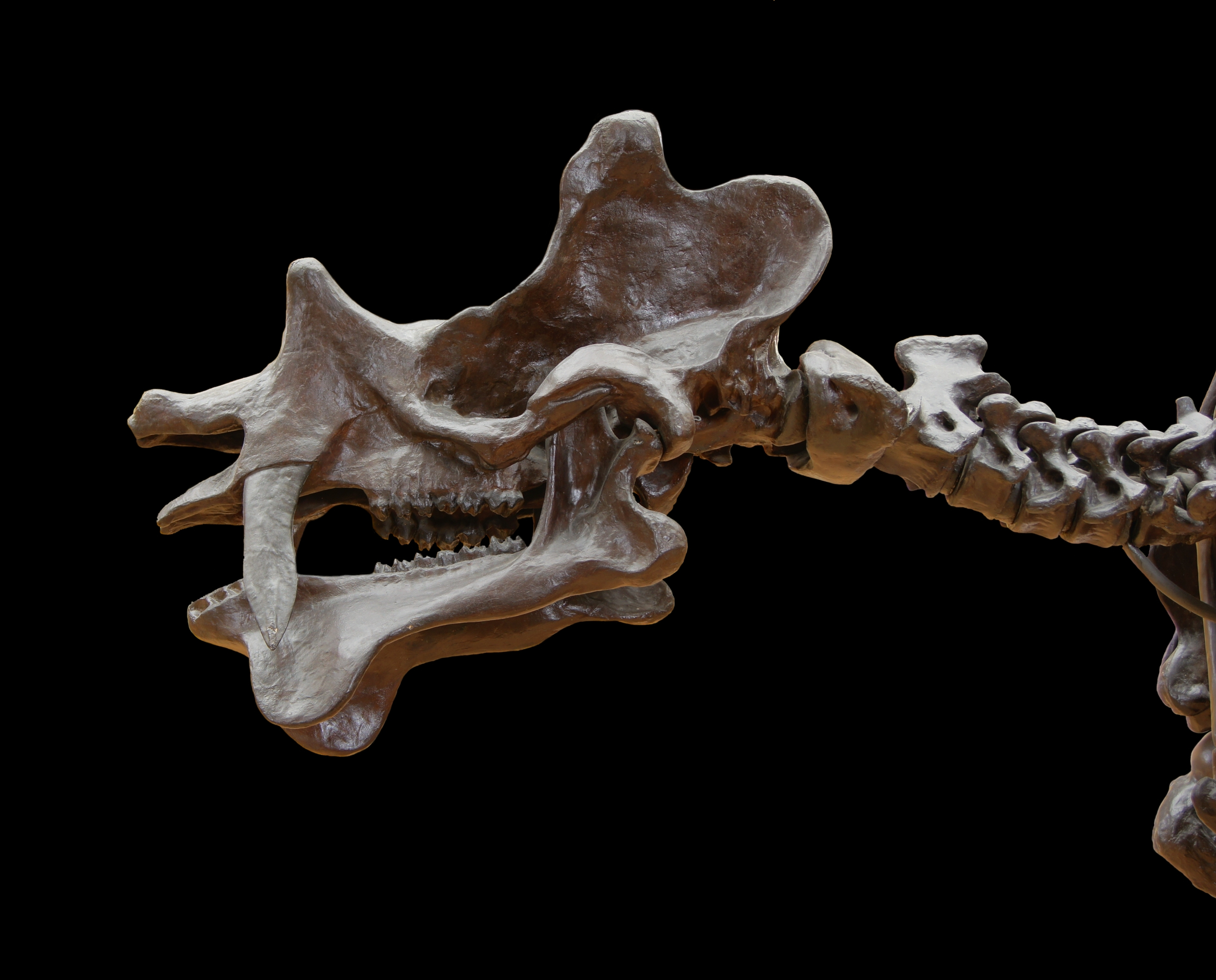
Crâne et vertèbres cervicales de Uintatherium, conservé au Muséum national d'histoire naturelle de Paris.

Les dinocérates étaient des animaux herbivores particulièrement massifs, avec une cage thoracique volumineuse. Leurs dimensions varient de quelques centaines de kilogrammes à plusieurs tonnes. Leurs dents jugales de petite taille, semblables à celles des tapirs, semblent avoir été peu efficaces pour mâcher la végétation, et ils auraient disposé d’un système digestif performant doté de poches de fermentation pour digérer la nourriture. Ils arboraient des excroissances osseuses paires, comparables à des cornes, qui ornaient leur crâne, ainsi que des canines très développées protégées par des excroissances osseuses de la mâchoire inférieure. Ils disposaient de canines pouvant atteindre 15 cm chez les mâles des plus grandes espèces. Les canines et les cornes osseuses auraient pu servir lors de combats entre mâles ou pour la défense du territoire. Gobiatherium, un dinocérate de la taille d’un rhinocéros de l’Eocène moyen du désert de Gobi, était quant à lui caractérisé par un nez bulbeux. La forme de leur os nasal suggère la présence d’une lèvre supérieure mobile, une mâchoire inférieure en forme de bec et une longue langue préhensile. Pour des mammifères, leur cerveau était remarquablement réduit par rapport à leur taille, atteignant la taille d'une pomme. Du fait des terrains dans lesquels ils ont été découverts, les dinocérates semblent avoir été inféodés aux rives des cours d’eau. Leur anatomie proche de celle des hippopotames suggère qu’ils aient pu être semi-aquatiques.

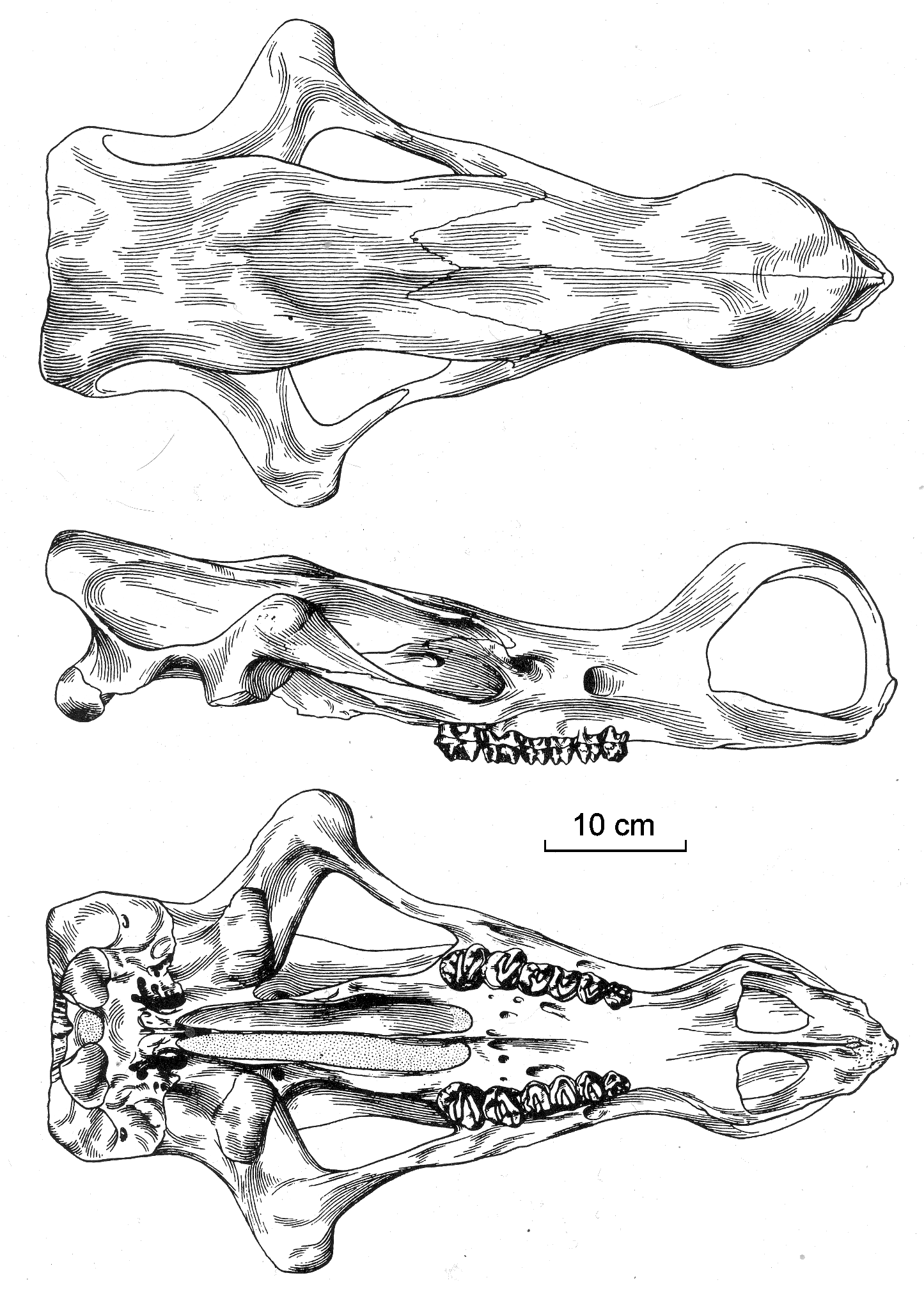
Crâne de Gobiatherium.

## Classification
L'ordre des Dinocerata est créé en 1872 par le paléontologue américain Marsh (1831-1899),.

### Évolution et classification
La position phylogénétique des dinocérates n’est pas connue avec précision. Il est vraisemblable qu’ils soient membres des Laurasiathériens, comme les Cétartiodactyles et les Périssodactyles, c’est-à-dire les ongulés actuels, et proches de mammifères ongulés du Paléocène d’Amérique. Ils pourraient également être de proches parents d’un autre groupe de mammifères massifs du Paléocène, les pantodontes, comme Coryphodon ou Barylambda.
Les plus anciens dinocérates, tels que Prodinoceras, sont datés du Paléocène d’Asie et avoisinaient la taille d'un porc (175 kg environ). Les dinocérates de l'Eocène comptaient parmi les animaux terrestres les plus imposants depuis la crise Crétacé/Paléogène et l'extinction des dinosaures de grande taille, et les premiers mammifères à avoir atteint de telles dimensions. 
Les plus grands représentants, comme Uintatherium et Eobasileus, atteignaient 4,5 tonnes.

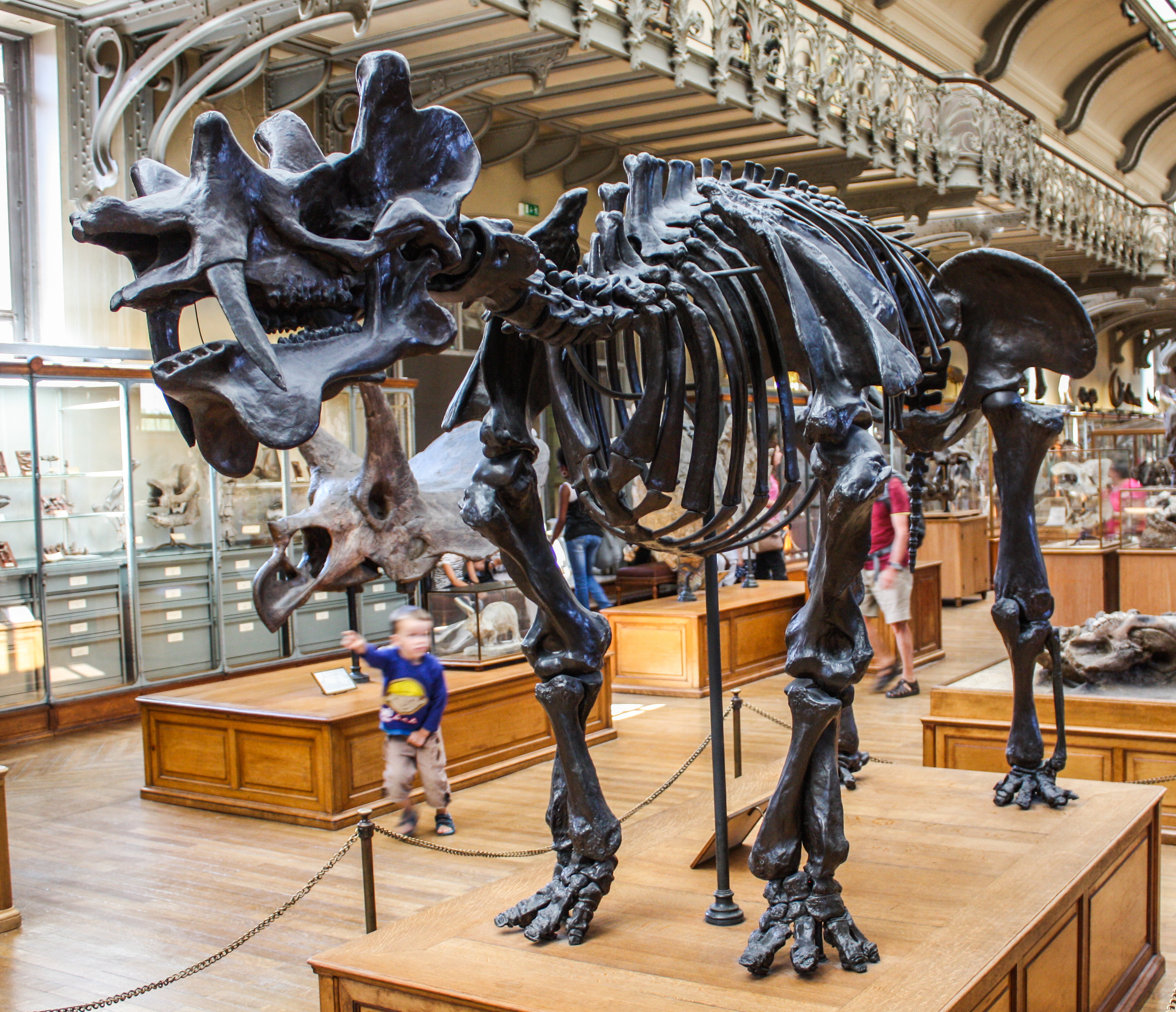
Squelette de Eobasileus, un dinocérate de grande taille de l’Eocène d’Amérique du Nord, conservé au Muséum national d'histoire naturelle de Paris.

La disparition des dinocérates à l'Eocène supérieur pourrait être due à la concurrence avec d'autres mammifères herbivores massifs tels que les brontothères, qui semblent avoir occupé une niche écologique similaire.

## Liste des familles et genres
Selon BioLib (24 février 2022) (liste très incomplète) :
- famille Prodinoceratidae Flerov, 1952 †
  - genre Probathyopsis Simpson, 1929 †
  - genre Prodinoceras Matthew, Granger & Simpson, 1929 †
- famille Uintatheriidae Flower, 1876†
  - genre Ganatherium Tong, 1979 †
  - genre Gobiatherium Osborn & Granger, 1932 †
  - genre Houyanotherium Tong, 1979 †
  - genre Jiaoluotherium Tong, 1979 †
  - genre Mongolotherium Flerov, 1952 †
  - genre Phenaceras Tong, 1979 †
  - genre Pyrodon Zhai, 1978 †

## Galerie

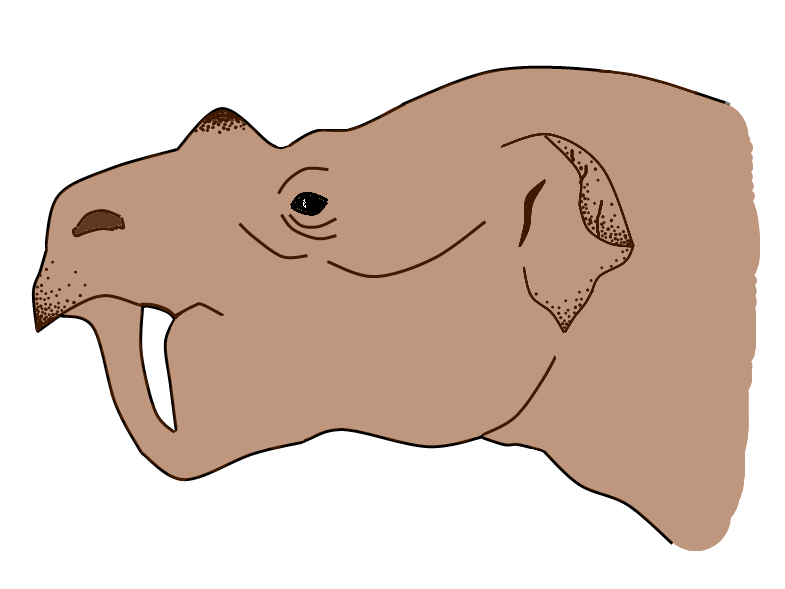
Bathyopsis
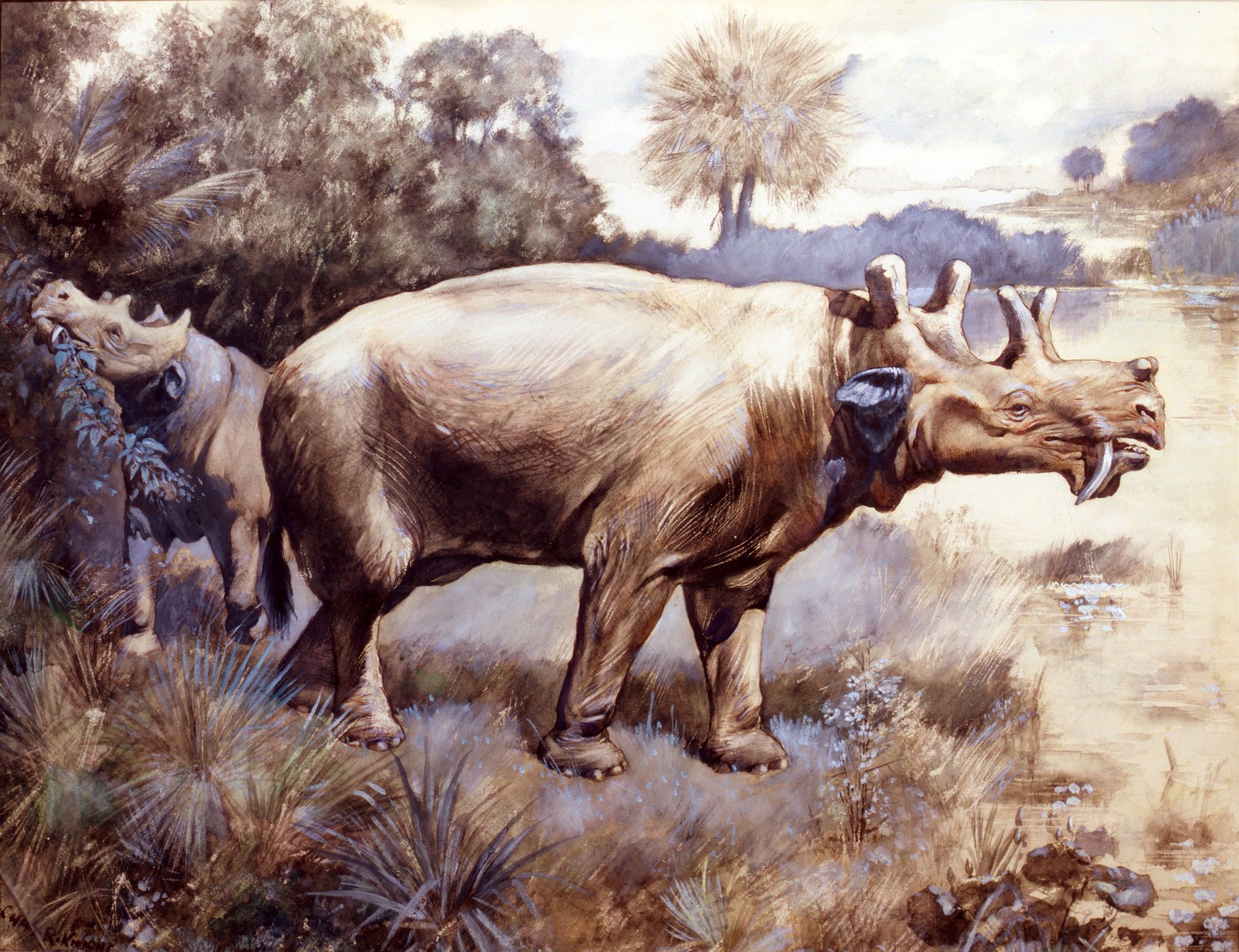
Eobasileus
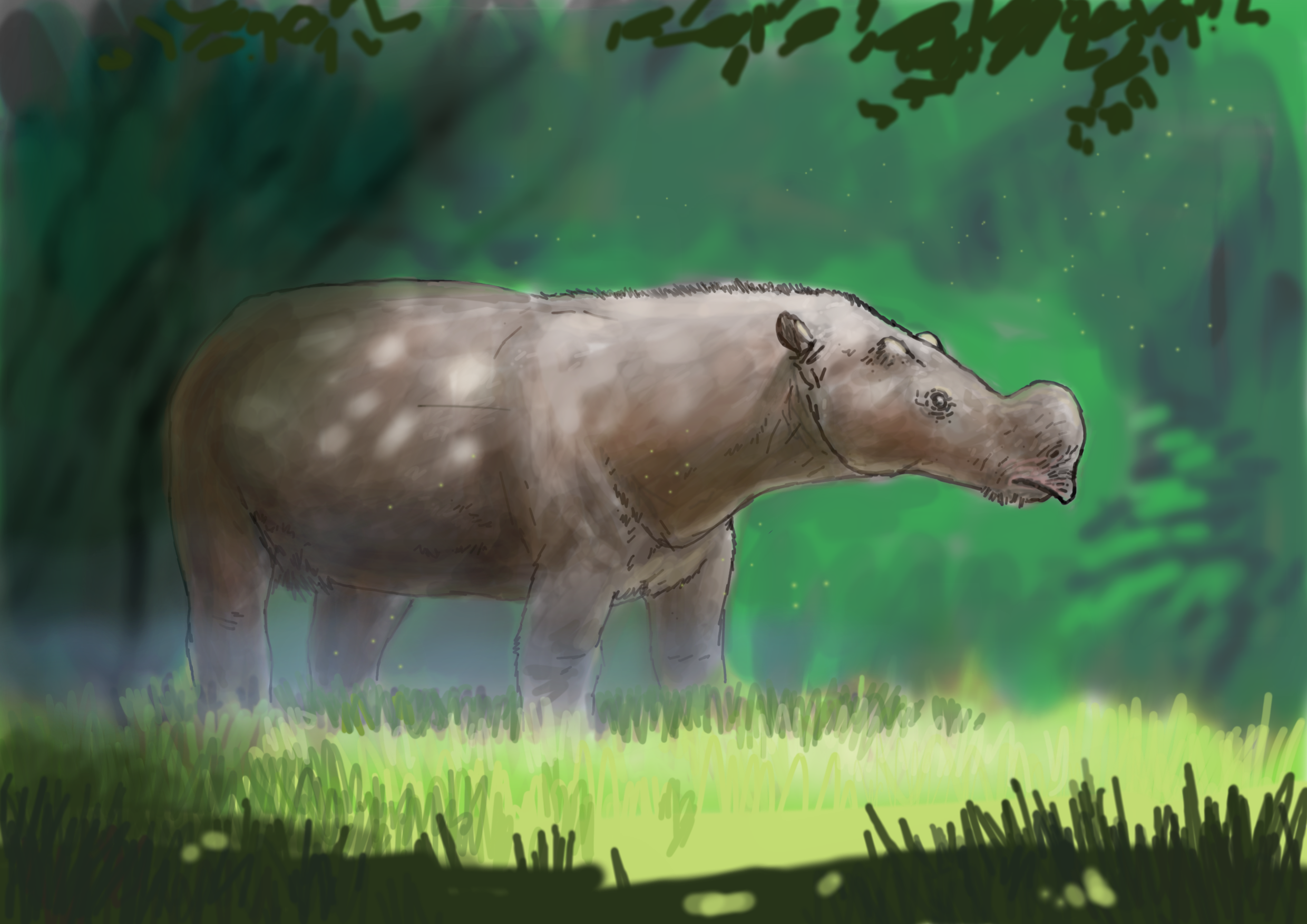
Gobitherium
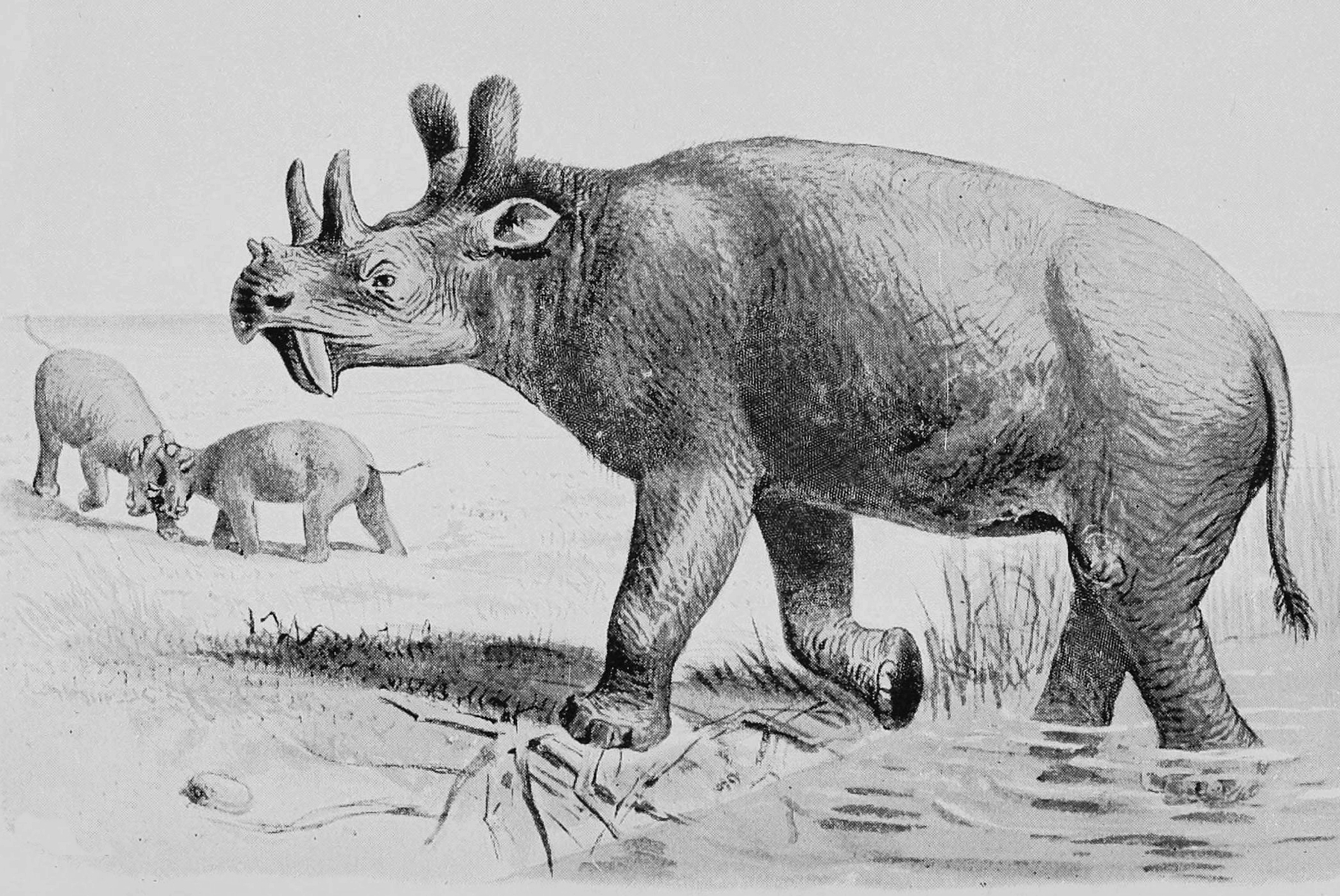
Tetheopsis
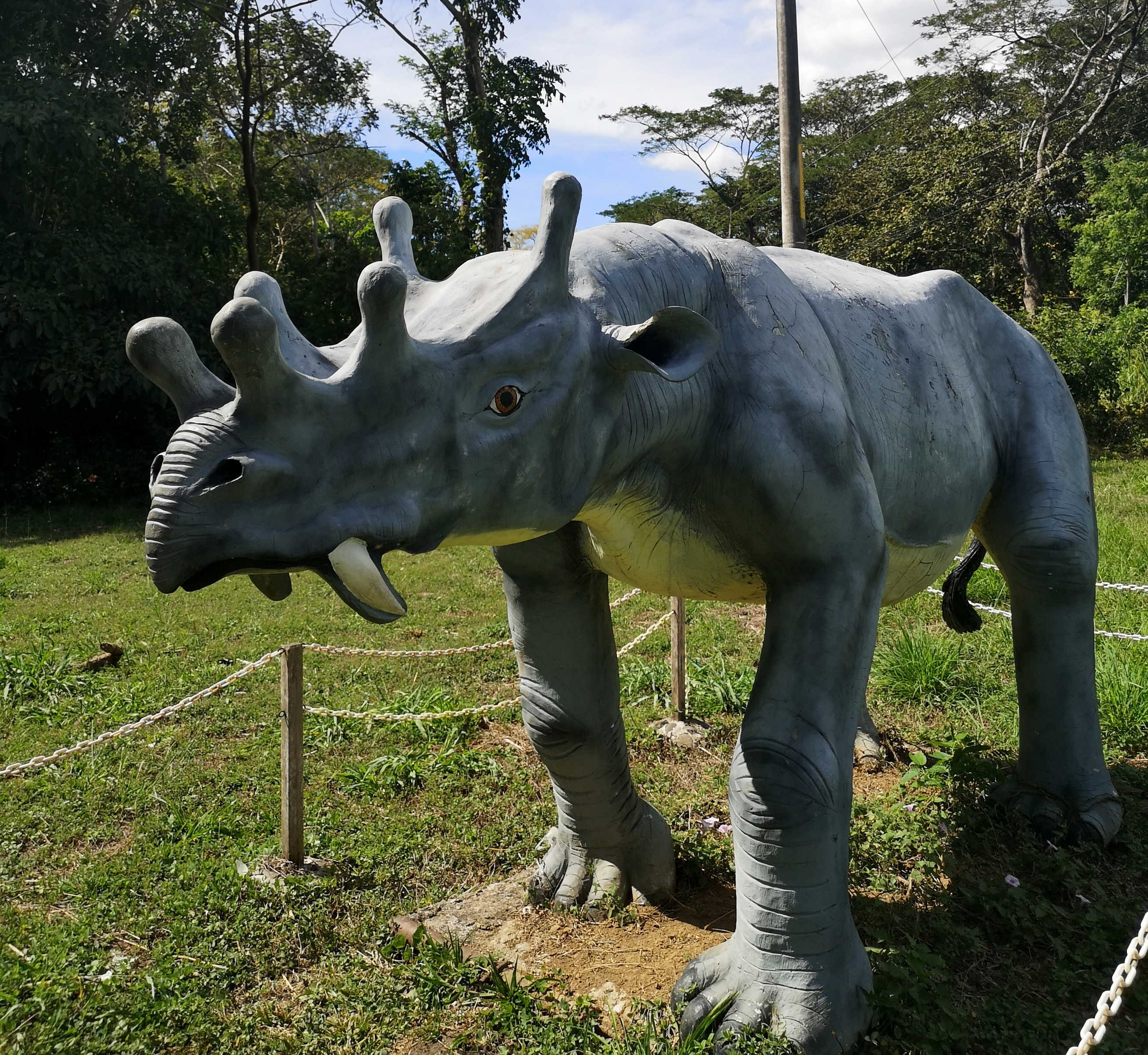
Uintatherium

### Publication originale
- O. C. Marsh, Communication on the discovery of new Rocky Mountain fossils., vol. 12, coll. « Proceedings of the American Philosophical Society », 1872, 578-579 p.